# Łężeczki
Łężeczki (pol. hist. „Łężce Małe” – średniej wielkości wieś sołecka w Polsce położona w województwie wielkopolskim, w powiecie międzychodzkim, w gminie Chrzypsko Wielkie nad Jeziorem Chrzypskim w Sierakowskim Parku Krajobrazowym.

## Opis wsi
Wieś ta otoczona jest wzgórzami moreny czołowej. W okolicach wsi znajduje się punkt widokowy, na którym powstał pierwszy pomnik odsłonięty w III tysiącleciu, w kształcie grzyba. Z punktu widokowego roztacza się panoramiczny widok na wieś i okolicę, między innymi na Jezioro Chrzypskie (322 ha powierzchni, 11 m głębokości, 3 km długości i 2,2 km szerokości).
W Łężeczkach znajduje się jeden z oddziałów ośrodka dla sportowców KS Posnania, z którego wywodzi się wielu sławnych zawodników.
Chlubą wsi jest Dom Pomocy Społecznej powstały w latach 1992–1995. Przeznaczony jest dla osób starszych i niepełnosprawnych. Może on pomieścić 135 osób. Dom i przyległe do niego tereny zajmują około 2,5 hektara powierzchni.

## Nazwa
Wieś pierwotnie związana była z Wielkopolską. Ma metrykę średniowieczną i istnieje co najmniej od początku XIV wieku. Wymieniona pierwszy raz w łacińskim dokumencie z 1417 jako „Minor Lanszcze”, 1426 „na Malich Lansczech”, 1427 „Lanschcze”, 1436 „Minor Lanscze”, 1508 „Lansczye Minor”, 1517 „Minor Ląnscze”, 1563 „Lanscze Minus”, 1577 „Lęscze Minus”. W XIX i początku XX wieku, w czasie zaborów Polski wieś notowano po polsku „Łężeczek” oraz po niemiecku Klein Lenschetz.

## Historia
Wieś była początkowo własnością parafii Biezdrowo, czyli własnością kościelną. W 1508 leżała w powiecie poznańskim Korony Królestwa Polskiego i należało do parafii Chrzypsko Wielkie.
Tereny, na których powstała miejscowość były prawdopodobnie zasiedlone jednak wcześniej niż odnotowały to archiwalne, historyczne zapisy. Historycy podejrzewają, że na terenie lub w najbliższej okolicy wsi znajdowała się osada datowana szacunkowo na IX-XI wiek.
Parafia w Biezdrowie dzierżawiła wieś lokalnej szlachcie wielkopolskiej lub mianowała własnego zarządcę. W latach 1417–1418 zarządcą wsi z ramienia parafii był Mikołaj Żydowski. W 1417 poprosił o wycofanie upomnienia jakie otrzymał od Bogusława oficjała poznańskiego, aby ustąpił z zarządu (łac. „de gubematione”) wsi zapisanej po łacinie jako „Minor Lanzcze” należącej do kościoła w Biezdrowie. W 1427 kanonik poznański oraz pleban biezdrowski Mikołaj Słupek wydzierżawił nieznanej osobie wieś Lężeczki. W 1436 pleban Mikołaj ponownie wydzierżawił wieś. Tym razem księdzu Mikołajowi z Białcza, który dzierżawił kościół w Biezdrowie wraz z jego dochodami oraz wsią Łężeczki za kwotę 48 grzywien  w 3 ratach rocznych. Z dzierżawy tej wyłączony został młyn w Łężeczkach. W 1443 Zachariasz dziedzic Biezdrowa unieważnił zamianę ról i łąk zawartą ze Słupkiem poprzednim plebanem z Biezdrowa i zwrócił Łężeczki Mikołajowi z Białcza nowemu plebanowi w Biezdrowie. W 1448 jako posiadacz wsi odnotowany został Mikołaj pleban z Biezdrowa.
W 1472 Dobrogost z Sierakowa, kanonik poznański, pleban biezdrowski, który posiadał dom w Łężeczkach, upomniał się u dziedziczek biezdrowskich Anny wdowy po Michale z Pożarowa oraz Elżbiety wdowy po Filipie z Parkowa o zaległe sumy z tytułu dzierżawy Łężeczek oraz dzierżawy dziesięcin z parafii Biezdrowo. W 1517 odnotowany został Jan syn Mikołaja z Łężeczek, który był studentem w Krakowie.
Miejscowość odnotowano również w historycznych rejestrach poborowych. W 1508 we wsi odnotowano 7 łanów oraz karczmę. W 1509 7 łanów, dwa łany sołeckie oraz karczmę. W 1510 do plebana biezdrowskiego należał folwark we wsi. W 1563 we wsi było 6 łanów, 2 łany sołeckie, karczma oraz młyn wodny o jednym kole. W 1580 pleban z Biezdrowa zapłacił pobór podatkowy od 3 łanów, 3 zagrodników, 2 łanów sołeckich, roli karczmarskiej oraz młynarskiej, a także od młyna o jednym kole. W 1602 pleban w Chrzypsku Wielkim otrzymywał z Łężeczek meszne od kmieci, dwa wiertele mąki od młynarza, dwie ćwiertnie żyta od sołtysa oraz po jednym groszu od zagrodników.
W wyniku II rozbioru Rzeczypospolitej w 1793, miejscowość przeszła w posiadanie Prus i jak cała Wielkopolska znalazła się w zaborze pruskim. W okresie Wielkiego Księstwa Poznańskiego (1815–1848) miejscowość należała do wsi większych w ówczesnym pruskim powiecie Międzyrzecz w rejencji poznańskiej. Łężeczki należały do okręgu kwileckiego tego powiatu i stanowiły odrębny majątek, którego właścicielem był wówczas proboszcz Biezdrowski. Według spisu urzędowego z 1837 roku wieś liczyła 170 mieszkańców, którzy zamieszkiwali 11 dymów (domostw).
W czasie zaborów wieś była w rękach polskich gospodarzy jako jedna z niewielu na tych terenach. Po upadku powstania listopadowego (1831 rok) na tych terenach rozpoczęła się silna akcja germanizacyjna.
Założony w XIX wieku zespół folwarczny jest najciekawszą historycznie częścią Łężeczek. Folwark i przyległe do niego tereny były wydzierżawiane różnym osobom. Najstarsze budynki mieszkalne zostały wybudowane w latach 1897–1901, jednak najbardziej wiekowy jest wielofunkcyjny budynek gospodarczy, którego powstanie datuję się na 1868 rok. Składał on się ze stajni i dobudowanej w 1904 roku obory i magazynu. W północnej części posiadłości znajduje się dwór. Powstały ok. 1891 roku. Zbudowano go na planie prostokąta. Dwór wyróżnia się wysokim dwuspadowym dachem. Wnętrze różni się od oryginalnego, a jest to efektem wielokrotnych przeróbek.
W latach 1975–1998 miejscowość administracyjnie należała do województwa poznańskiego.